# Oud-Heverlee Leuven 2011-2012
Questa voce raccoglie le informazioni riguardanti l'Oud-Heverlee Leuven nelle competizioni ufficiali della stagione 2011-2012.

## Stagione
Nella stagione 2011-2012 l'OH Lovanio ha disputato la Pro League, massima serie del campionato belga, terminando la stagione regolare al quattordicesimo posto con 29 punti conquistati in 30 giornate, frutto di 7 vittorie, 8 pareggi e 15 sconfitte. È stato, così, ammesso ai play-off per una posizione in UEFA Europa League e inserito nel girone A, concluso al secondo posto dietro al Cercle Bruges. Nella Coppa del Belgio l'OH Lovanio è sceso in campo dai sedicesimi di finale, venendo subito eliminato dal Rupel Boom, squadra partecipante alla terza serie nazionale.

## Rosa
| N. |                    | Ruolo | Calciatore          |
| -- | ------------------ | ----- | ------------------- |
| 1  | Belgio (bandiera)  | P     | Yves Lenaerts       |
| 2  | Belgio (bandiera)  | D     | Frederik Boi        |
| 3  | Belgio (bandiera)  | D     | Nicky Hayen         |
| 4  | Belgio (bandiera)  | D     | Wim Raymaekers      |
| 5  | Belgio (bandiera)  | D     | Joeri Vastmans      |
| 6  | Belgio (bandiera)  | C     | Kenneth Van Goethem |
| 7  | Belgio (bandiera)  | A     | Jordan Remacle      |
| 8  | Belgio (bandiera)  | C     | Maxime Annys        |
| 9  | Svezia (bandiera)  | A     | Patrick Amoah       |
| 9  | Ghana (bandiera)   | A     | Salou Ibrahim       |
| 10 | Belgio (bandiera)  | C     | Kevin Roelandts     |
| 11 | Belgio (bandiera)  | A     | Tail Schoonjans     |
| 11 | Ucraina (bandiera) | A     | Oleksandr Jakovenko |
| 12 | Belgio (bandiera)  | P     | Dean Michiels       |
| 13 | Belgio (bandiera)  | A     | Bjorn Ruytinx       |
| 14 | Belgio (bandiera)  | A     | Thomas Azevedo      |

| N. |                      | Ruolo | Calciatore         |
| -- | -------------------- | ----- | ------------------ |
| 15 | Belgio (bandiera)    | D     | Pieter Nys         |
| 16 | Belgio (bandiera)    | C     | Jorn Vermeulen     |
| 17 | Belgio (bandiera)    | D     | Koen Weuts         |
| 18 | Belgio (bandiera)    | C     | Floribert N'Galula |
| 19 | Belgio (bandiera)    | A     | Loris Brogno       |
| 20 | Belgio (bandiera)    | C     | Karel Geraerts     |
| 21 | Belgio (bandiera)    | P     | Thomas Kaminski    |
| 22 | Belgio (bandiera)    | A     | Emmerik De Vriese  |
| 23 | Nigeria (bandiera)   | A     | Derick Ogbu        |
| 24 | Rep. Ceca (bandiera) | D     | Radek Dejmek       |
| 25 | Senegal (bandiera)   | D     | Christophe Diandy  |
| 26 | Belgio (bandiera)    | D     | Lionel Gendarme    |
| 27 | Islanda (bandiera)   | D     | Stefán Gíslason    |
| 28 | Belgio (bandiera)    | C     | Antoine Palate     |
| 29 | Belgio (bandiera)    | A     | Joren Dehond       |
| 30 | Belgio (bandiera)    | C     | Simon Bracke       |

## Statistiche

### Statistiche di squadra
| Competizione             | Punti | In casa | In casa | In casa | In casa | In casa | In casa | In trasferta | In trasferta | In trasferta | In trasferta | In trasferta | In trasferta | Totale | Totale | Totale | Totale | Totale | Totale | DR  |
| Competizione             | Punti | G       | V       | N       | P       | Gf      | Gs      | G            | V            | N            | P            | Gf           | Gs           | G      | V      | N      | P      | Gf     | Gs     | DR  |
| ------------------------ | ----- | ------- | ------- | ------- | ------- | ------- | ------- | ------------ | ------------ | ------------ | ------------ | ------------ | ------------ | ------ | ------ | ------ | ------ | ------ | ------ | --- |
| Pro League               | 29    | 15      | 5       | 5       | 5       | 25      | 24      | 15           | 2            | 3            | 10           | 13           | 34           | 30     | 7      | 8      | 15     | 38     | 58     | -20 |
| Pro League, play-off UEL | 10    | 3       | 2       | 1       | 0       | 8       | 5       | 3            | 1            | 0            | 2            | 7            | 9            | 6      | 3      | 1      | 2      | 15     | 14     | +1  |
| Coppa del Belgio         | -     | 1       | 0       | 0       | 1       | 1       | 2       | 0            | 0            | 0            | 0            | 0            | 0            | 1      | 0      | 0      | 1      | 1      | 2      | -1  |
| Totale                   | -     | 19      | 7       | 6       | 6       | 34      | 31      | 18           | 3            | 3            | 12           | 20           | 43           | 37     | 10     | 9      | 18     | 54     | 74     | -20 |